# Staurogyne latibracteata
Staurogyne latibracteata är en akantusväxtart som beskrevs av Cornelis Eliza Bertus Bremekamp. Staurogyne latibracteata ingår i släktet Staurogyne och familjen akantusväxter. Inga underarter finns listade i Catalogue of Life.